# Campionati del mondo di atletica leggera indoor 2014 - Getto del peso femminile
La competizione si è svolta l'8 marzo 2014.

## Podio
| Pos.    | Atleta              | Nazionalità   | Misura  |
| ------- | ------------------- | ------------- | ------- |
| Oro     | Valerie Adams       | Nuova Zelanda | 20,67 m |
| Argento | Christina Schwanitz | Germania      | 19,94 m |
| Bronzo  | Lijiao Gong         | Cina          | 19,24 m |

## Situazione pre-gara

### Campioni in carica
Le campionesse in carica, a livello mondiale e continentale, erano:
| Campionessa | Atleta                       | Prestazione | Data                            | Competizione                     |
| ----------- | ---------------------------- | ----------- | ------------------------------- | -------------------------------- |
| Mondiale    | Valerie Vili Nuova Zelanda   | 20,54 m     | 10 marzo 2012 Istanbul, Turchia | Campionati del mondo indoor 2012 |
| Europea     | Christina Schwanitz Germania | 19,25 m     | 2 marzo 2013 Göteborg, Svezia   | Campionati europei indoor 2013   |

### La stagione
Prima di questa gara, le atlete con le migliori tre prestazioni dell'anno erano:
| Pos. | Atleta                          | Prestazione | Data                               |
| ---- | ------------------------------- | ----------- | ---------------------------------- |
| 1    | Christina Schwanitz Stati Uniti | 20,05 m     | 2 febbraio 2014 Rochlitz, Germania |
| 2    | Anca Heltne Romania             | 18,88 m     | 15 febbraio 2014 Bucarest, Romania |
| 3    | Evgenija Kolodko Russia         | 18,88 m     | 18 febbraio 2014 Mosca, Russia     |

## Qualificazioni
La qualificazione si è svolta a partire dalle 10:30 dell'8 marzo 2014.
Si qualificano per la finale le concorrenti che ottengono una misura di almeno 18,70 m (Q); in mancanza di 8 qualificate, accedono alla finale le prime 8 atlete della qualificazione (q).
| Pos. | Atleta               | Paese         | 1ª prova | 2ª prova | 3ª prova | Risultato | Note             |
| ---- | -------------------- | ------------- | -------- | -------- | -------- | --------- | ---------------- |
| 1    | Valerie Adams        | Nuova Zelanda | 20,11 m  | -        | -        | 20,11 m   | Q                |
| 2    | Christina Schwanitz  | Germania      | 18,58 m  | 19,73 m  | -        | 19,73 m   | Q                |
| 3    | Julija Leancjuk      | Bielorussia   | 18,85 m  | -        | -        | 18,85 m   | Q                |
| 4    | Michelle Carter      | Stati Uniti   | 18,79 m  | -        | -        | 18,79 m   | Q                |
| 5    | Anita Márton         | Ungheria      | 17,69 m  | 18,37 m  | 18,63 m  | 18,63 m   | q                |
| 6    | Lijiao Gong          | Cina          | 18,55 m  | 18,59 m  | 18,60 m  | 18,60 m   | q                |
| 7    | Evgenija Kolodko     | Russia        | 18,32 m  | x        | x        | 18,32 m   | q                |
| 8    | Jeneva McCall        | Stati Uniti   | x        | 17,95 m  | 18,20 m  | 18,20 m   | q                |
| 9    | Irina Tarasova       | Russia        | 18,11 m  | 17,81 m  | 18,07 m  | 18,11 m   |                  |
| 10   | Alena Kopets         | Bielorussia   | 17,73 m  | x        | x        | 17,73 m   |                  |
| 11   | Anca Heltne          | Romania       | x        | 17,35 m  | x        | 17,35 m   |                  |
| 12   | Chiara Rosa          | Italia        | 17,31 m  | x        | 17,05 m  | 17,31 m   |                  |
| 13   | Natalia Duco         | Cile          | 17,07 m  | 16,99 m  | 17,24 m  | 17,24 m   | Record nazionale |
| 14   | Úrsula Ruiz          | Spagna        | 17,16 m  | 17,08 m  | x        | 17,16 m   |                  |
| 15   | Josephine Terlecki   | Germania      | 16,76 m  | 16,94 m  | 17,11 m  | 17,11 m   |                  |
| 16   | Ol'ha Holodna        | Ucraina       | 17,11 m  | x        | x        | 17,11 m   |                  |
| 17   | Halyna Obleščuk      | Ucraina       | x        | 16,74 m  | 16,36 m  | 16,74 m   |                  |
| 18   | Radoslava Mavrodieva | Bulgaria      | x        | 16,37 m  | 16,48 m  | 16,48 m   |                  |
| 19   | Chia-Ying Lin        | Taipei cinese | 15,87 m  | x        | 16,31 m  | 16,31 m   |                  |

Legenda:
- x = Lancio nullo;
- Q = Qualificato direttamente;
- q = Ripescato;
- NM = Nessun lancio valido;
- DNS = Non è sceso in pedana.

## Finale
La finale si è svolta a partire dalle 20:05 del 7 marzo 2014 ed è terminata dopo un'ora circa.
| Pos.    | Atleta              | Nazionalità   | 1ª prova | 2ª prova | 3ª prova | 4ª prova | 5ª prova | 6ª prova | Misura  | Note                                     |
| ------- | ------------------- | ------------- | -------- | -------- | -------- | -------- | -------- | -------- | ------- | ---------------------------------------- |
| Oro     | Valerie Adams       | Nuova Zelanda | 20,06 m  | 20,41 m  | x        | 20,10 m  | 20,67 m  | 20,16 m  | 20,67 m | Miglior prestazione mondiale stagionale  |
| Argento | Christina Schwanitz | Germania      | 19,69 m  | x        | 19,54 m  | 19,36 m  | 19,94 m  | 19,51 m  | 19,94 m |                                          |
| Bronzo  | Lijiao Gong         | Cina          | 18,96 m  | 18,89 m  | 19,07 m  | 19,24 m  | 18,72 m  | 19,19 m  | 19,24 m | Miglior prestazione personale stagionale |
| 4       | Evgenija Kolodko    | Russia        | x        | 18,18 m  | 18,88 m  | 18,66 m  | x        | 19,11 m  | 19,11 m | Miglior prestazione personale stagionale |
| 5       | Michelle Carter     | Stati Uniti   | x        | 19,10 m  | x        | 18,63 m  | 18,64 m  | x        | 19,10 m | Miglior prestazione personale stagionale |
| 6       | Anita Márton        | Ungheria      | 18,17 m  | 17,73 m  | 18,06 m  | 17,99 m  | x        | 18,05 m  | 18,17 m |                                          |
| 7       | Julija Leancjuk     | Bielorussia   | x        | 18,02 m  | 18,16 m  | 17,98 m  | x        | x        | 18,16 m |                                          |
| 8       | Jeneva McCall       | Stati Uniti   | 18,05 m  | 17,76 m  | 17,67 m  | 17,52 m  | 17,56 m  | x        | 18,05 m |                                          |

Legenda:
- x = Lancio nullo.